# دوروتيا نيكولاي
دوروتيا نيكولاي (بالألمانية: Dorothea Nicolai)‏ هي مصممة أزياء تقليدية ألمانية، ولدت في 1962.

## وصلات خارجية
- الموقع الرسمي